# Макклейн, Кэди
Кэди Макклейн (англ. Cady McClain, род. 13 октября 1969, Бербанк) — американская актриса, наиболее известна по работам в дневных «мыльных операх» «Все мои дети» и «Как вращается мир», где снималась на протяжении более двадцати лет. В 1990 и 2004 годах выиграла Дневную премию «Эмми», а кроме этого получила две награды «Дайджеста мыльных опер».
В начале карьеры сыграла роль дочери Питера О’Тула в кинофильме 1982 года «Мой любимый год», а после этого снималась в телесериале «Сент-Элсвер». Помимо карьеры в мыльных операх записала два студийных альбома песен в жанре фолка.

## Мыльные оперы
- 1988—1996, 1998—2002, 2005—2007, 2008, 2010, 2011 — Все мои дети (All My Children)
- 2002—2005, 2007—2008, 2009, 2010 — Как вращается мир (As the World Turns)
- 2014 — наст. время — Молодые и дерзкие (The Young and the Restless)